# Стехов Василь Іванович
Василь Іванович Стехов (21 січня 1947, місто Зеленокумськ, тепер Ставропольського краю, Російська Федерація) — радянський діяч, слюсар Георгіївського арматурного заводу імені Леніна Ставропольського краю. Член ЦК КПРС у 1990—1991 роках.

## Життєпис
З 1963 року працював робітником Зеленокумського районного об'єднання «Сільгосптехніка» Ставропольського краю.
У 1965 році закінчив Грозненське професійно-технічне училище № 4.
У 1965—1966 роках — слюсар Красноводської бази м'ясорибторгу Туркменської РСР; слюсар тресту «Кавказенергомонтаж» міста Баку Азербайджанської РСР. У 1966 році — слюсар заводу дорожніх машин міста Зеленокумська.
З 1966 по 1968 рік служив у Радянській армії.
У 1968—1974 роках — наладник, диспетчер заводу «Електроапарат» міста Зеленокумська; товарознавець Зеленокумського будівельно-монтажного управління № 3; диспетчер заводу «Електроапарат» міста Зеленокумська.
Член КПРС з 1972 року.
У 1973 році закінчив Ставропольський кооперативний технікум.
У 1974 році працював рибообробником Усть-Камчатського рибокомбінату.
У 1974—1979 роках — робітник, завідувач складу готової продукції, учень обрубника, майстер, слюсар-наладник Георгіївського арматурного заводу імені Леніна Ставропольського краю.
З 1979 року — слюсар Георгіївського арматурного заводу імені Леніна Ставропольського краю.
Подальша доля невідома.